# Evrei

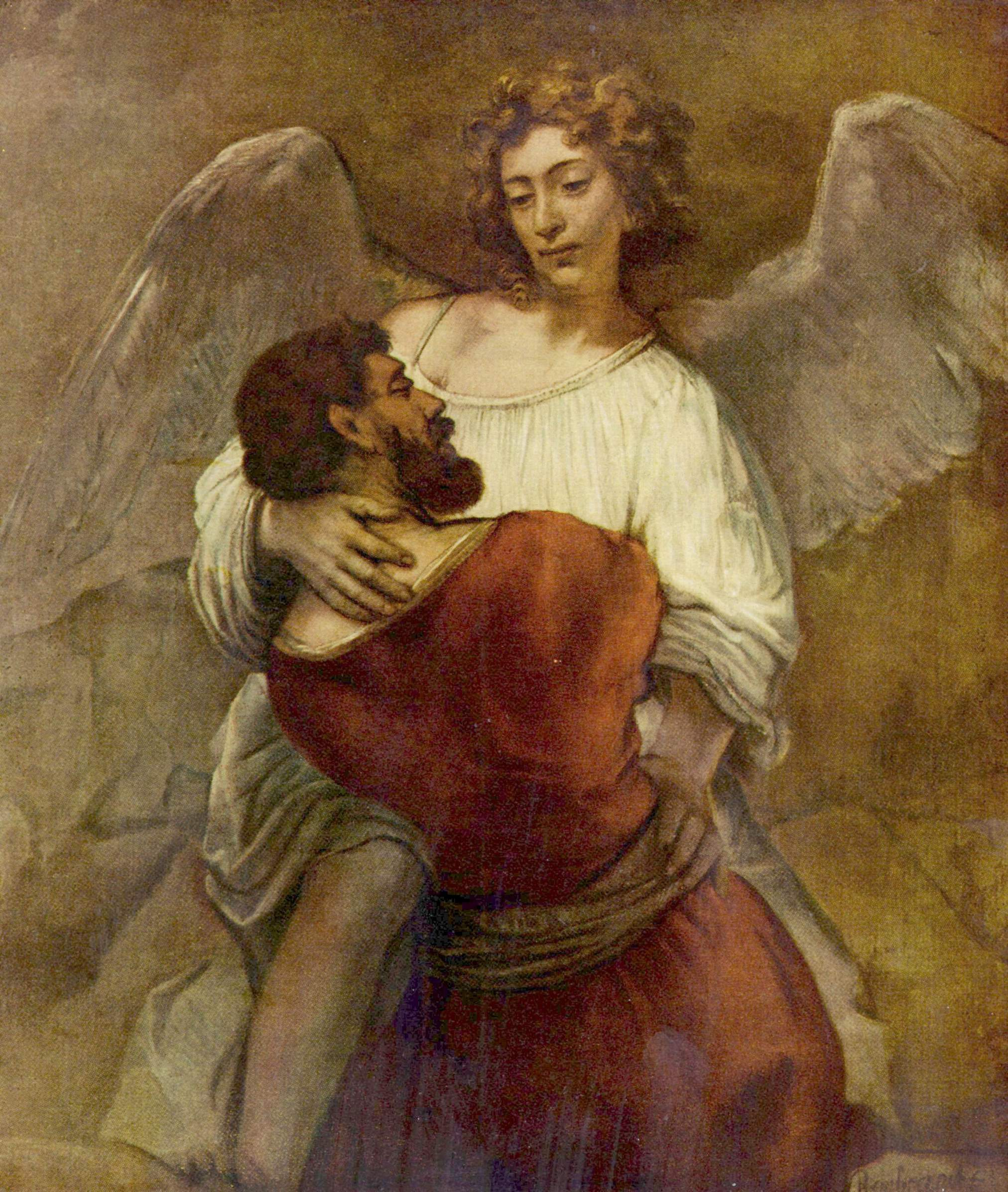
Conform tradiției iudaice, Iacob este tatăl poporului Israel

Evreii (în ebraică - יהודים yehudim, uneori עברים = ivrim, בני ישראל Bney Israel = fiii lui Israel sau עם ישראל Am Israel = poporul lui Israel;
în antichitate - în arameică: יְהוּדָאִין yehudayin, în latină: judaei sau hebraei, iudei, apoi uneori, în trecut și în unele țări israeliți, în limba idiș:יידן Yiden ,în limba ladino: djudios, în arabă: يهود yahud) sunt un popor, de origine etnico-religioasă, al cărui leagăn s-a aflat în Palestina antică (în ebraică - Eretz Israel = Țara Israelului) și apoi în Diasporă, și 
care cuprinde pe adepții religiei iudaice sau mozaice și pe cei care s-au convertit la iudaism, precum și o bună parte a urmașilor acestora. Evreii sunt populația majoritară în Israel - 74.2% ( 6.744.000) - în anul 2019. În Israel marea majoritate a evreilor vorbesc limba ebraică modernă.
În lume, după unele estimări (2019) în anul 2019 numărul evreilor în lume este estimat la 14,8 milioane din care 6,7 milioane sunt israelieni , circa 5,7 milioane locuiesc în Statele Unite ale Americii, circa 450,000 în Franța, circa 392,000 în Canada, 292,000 în Regatul Unit, 180,000 în Argentina, 165,000 în Federația Rusă,în Australia - 112,000, în Germania 108,000, în Brazilia 85,000. Comunități însemnate mai există în Italia, Belgia, Țările de Jos, Ucraina, Belarus, Ungaria, Mexic și Chile. În Elveția trăiesc 19,000 evrei, în Uruguay 16,000, în Suedia 15,000 în Spania 12,000, iar îÎn țările islamice locuiesc circa 27,000 evrei, din care 15,000 în Turcia, 9,000 în Iran, 2,000 în Maroc și 1,000 în Tunisia. În România la recensământul din 2011 au fost înregistrați 3500 evrei.
În antichitate limba vorbită a evreilor a fost ebraica veche și apoi limba aramaică, folosind mai întâi alfabetul paleoebraic, apoi alfabetul ebraic bazat pe cel aramaic păstrat. 
În cursul răspândirii evreilor în lume ei au vorbit, în afara limbilor popoarelor în mijlocul cărora au trăit, limbi sau dialecte proprii - ca limba idiș - (în rândurile evreilor așkenazi), scrisă în alfabetul ebraic, limba iudeo-spaniolă, judezmo sau ladino (în rândurile evreilor sefarzi) , folosind alfabetul ebraic, și apoi cel latin, dialectele iudeo-arabe - în lumea arabă, dialecte iudeo-neo-arameice ex nashdidan în Kurdistan etc.
Conform cu Vechiul Testament, israeliții sau evreii sunt descendenții celor 12 triburi ale lui Israel, iar iudeii erau urmașii tribului lui Iuda, singurii evrei rămași după exilul babilonian. Tot potrivit Vechiului Testament, israeliții sau evreii sunt descendenți ai lui Avraam (Abraham), prin fiul său, Isaac (Ițhac), și fiul acestuia, Iacov (Iaakov, fratele geamăn al lui Isav) și a descendenților lui Iacov pe linie feminină. Iacov, care și-a schimbat numele în Israel, este considerat a fi primul evreu. Evrei sunt și cei care s-au convertit la iudaism și s-au alipit în cursul istoriei de poporul evreu pe pământul Palestinei (Eretz Israel) sau în diaspora. Apartenența individului la poporul evreu este în zilele noastre în mare măsură independentă de păstrarea normelor religioase sau a datinilor, când se bazează pe apartenența etnică a părinților și a bunicilor.

Hartă a granițelor aproximate ale regatelor Iudeei și Israelului, după cum reiese din textul Bibliei, în 926 e.v.

## Etimologie
Cuvântul evreu (în limba română există și varianta arhaică „ovrei”) provine din limba ebraică. Cuvântul ebraic עברי (ivrí) este înrudit cu verbul עבר „a trece”. Mitologia evreiască leagă acest nume de Eber (ebr. 'Ever), un strămoș al lui Avraam (Abraham, ebr. Avraham), urmaș al lui Sem (ebr. Șem) sau de faptul că vechii evrei au venit în Canaan „de dincolo (ever) de râu” (Iordan sau poate Eufrat).
Denumirea veche israelit (în varianta de pronunțare slavă și germană -„izraelit”) provine din etnonimul ebraic, בני ישראל, „fiii lui Israel”, unde Israel are semnificația tradiționala biblică de „a luptat cu Dumnezeu” (aluzie la lupta lui Iacob cu îngerul) sau poate „Luptătorul lui Dumnezeu”. Există ipoteza că numele Israel însemna de fapt El (Dumnezeul) este Stăpânitorul.
Variantele etnonimice românești vechi ori regionale, devenite azi mai mult peiorative, bazate pe rădăcina slavizată jid- și sufixate cu -ov (jidov) și -an (jidan) provin din numele propriu ebraic devenit etnonim, יהודה, Iehuda (Mulțumire lui Iahu, sau Iahve, adică lui Dumnezeu) ( יְהוּדִי , iehudí fiind cuvântul cu care evreii se denumesc pe ei înșiși în ebraică). (Variantele din urmă „jidov” și mai ales „jidan” au ajuns să fie preferate în trecut de literatura de propagandă antisemită în limba română). Nume asemănătoare, dar fără conotație peiorativă, s-au păstrat în numeroase limbi - polonă (Żyd), maghiară (zsidó), germană (Jude), engleză (Jew), franceză (Juif sau juif), spaniolă (judio), ladino (djudio), arabă (yahud) sau idiș (Id sau Yid).
Varianta iudeu (astăzi preponderentă în limbaj liturgic creștin și în textele despre evreii antici) are aceeași origine, dar a intrat în limba română prin intermediul latinei și elinei.
Denumirea „evreu” care a intrat în uz în limba română modernă e asemănătoare cu denumirea folosită astăzi în limbile italiană („ebreo”), rusă („yevrey”), sârbă, bulgară și greacă („evréos”). În aceste limbi etnonimele provenite din numele ebraic Iehuda („giudeo”, „jid”, „jidov”, „ioudaios”) au căpătat o conotație peiorativă. În limba italiană și numele uzual al religiei iudaice este „ebraismo”, și nu „giudaismo”.
Denumirea „israelian” desemnează pe cetățenii statului modern evreiesc Israel, în majoritatea lor evrei, dar și de alte naționalități minoritare - arabi, cerkezi, armeni etc. Acest termen nu este, prin urmare, sinonim cu cel istoric și religios "israelit".

## Originea poporului evreu

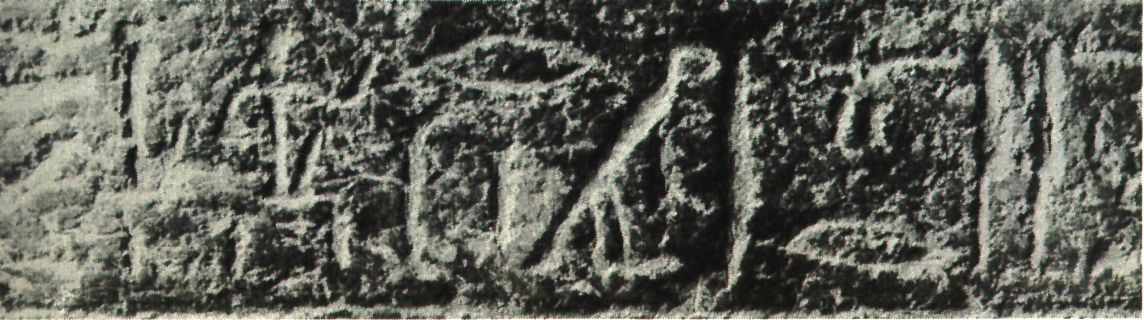
Un fragment din anul 1213 î.e.c. din Egipt cu menționarea poporului numit Israel

Poporul evreu este originar din Orientul Apropiat, îndeosebi din regiunea numită în antichitate Țara lui Israel, cunoscută în limbile lumii și sub denumirile Canaan sau Palestina. El este numit în limba ebraică עם ישראל, ('Am Israel) „poporul (lui) Israel”, cu atestări archeologice din perioade antice (cea mai veche a fost găsită în Egipt și e datată în jurul anului 1213 î.e.c.) sau העם היהודי - Ha'am Hayehudí).
În Scrisorile de la Amarna este amintit un popor cu numele de habiru/apiru. Există teorii care, pe baza unor date și a similitudinii etnonimice, consideră că evreii preistorici și antici ar fi fost identici cu acesta sau poate unul dintre triburile poporului habiru. Termenul „apiru” se referă la făcătorii de fărădelegi care existau la marginea societății, la relativ adăpost față de autoritățile politice.
Potrivit tradiției sale, poporul evreu descinde din 12 triburi, cu legături de familie din antichitate, cu aceeași limbă și religie și-i include și pe convertiții la religia evreilor (religia mozaică). Religia mozaică sau iudaică, așa cum s-a cristalizat după distrugerea celui de-al doilea Templu, nu a practicat misionariatul printre alte popoare și grupuri confesionale. În istoria evreilor sunt câteva perioade în care populații au fost asimilate ca urmare a adoptării religiei iudaice. Prima a fost iudaizarea amoriților, un popor canaanit, care era înrudit cu evreii. Familia regală a țării Adiabene (ce coincidea în mare parte cu Asiria de altădată și cu o parte din Kurdistanul de astăzi) s-a convertit la iudaism în prima jumătate a secolului I, și, împreună cu ea, s-au convertit și o parte din supușii ei. Noii evrei din Adiabene i-au ajutat pe evreii din Iudeea în timpul războaielor cu romanii, iar membrii familiei regale amintite au fost înmormântați la Ierusalim.
Conform lui Shaye J. D. Cohen (profesor la Universitatea Harvard), „Cei mai mulți israeliți erau de origine canaanită; strămoșii lor nu au participat la un Exod din Egipt; Israeliții nu au construit piramidele!!!”
Din punct de vedere genetic, evreii sunt descendenții canaaniților.
În diaspora, evreii și-au păstrat tradițiile, limba și religia. Cultul religios s-a dezvoltat cuprinzând și tradiții care nu făcuseră parte din ritualul religios din epoci mai vechi. Ritualul religios a păstrat și limba ebraică, (asociată cu sora ei, limba arameică, ce devenise în vremea perșilor ahemenizi „lingua franca” a Orientului Apropiat), utilizată mereu ca limbă a cultului, chiar și în lungile perioade istorice în care în viața de zi cu zi limba uzuală era alta. Din limba ebraică provin un număr de împrumuturi lexicale în alte limbi, cuvinte și expresii mai ales religioase (ex. sâmbătă, mană, aleluia, amin, jubileu, heruvim, serafim, serafic, osana, belzebut, Geena etc.). La aceasta au contribuit prezența comunităților evreiești în diaspora, dar mai ales răspândirea creștinismului și scrierilor sale sacre, Vechiul si Noul Testament (comunitățile creștine primordiale au fost evreiești).
Religia iudaică, în forma ei ortodoxă, asemănător cu alte culte religioase - creștine, musulmane etc., nu permite căsătorii cu practicanții altor culte, decât prin convertirea partenerilor de cuplu - în cazul acesta, la iudaism. Din cauza căsătoriilor în interiorul comunității, ca și în cazul altor etnii și obști religioase, în colectivitățile evreiești au apărut uneori și unele boli ereditare foarte rare care se manifestă aproape numai la evrei și care au fost mai bine depistate și studiate datorită contribuției medicilor si cercetătorilor evrei Evreii căsătoriți cu străini erau în trecut excluși din comunitate și s-au asimilat în sânul altor popoare, iar numărul străinilor convertiți la iudaism a fost în general, neglijabil poate, și datorită statutului social-politic al evreilor diasporei care a fost timp de secole inferior statutului băștinașilor, de exemplu, convertirea obligatorie, în masă în Spania inchiziției și a reginei Isabela sau în România, până după Primul Război Mondial, li s-a refuzat cetățenia română.

## Istoria antică

### Moise, Exodul și monoteismul evreilor
Istoria evreilor din perioada antică, precum a fost descrisă în Biblie, mai ales perioada mai veche, a primului Templu, nu are încă destule dovezi arheologice și sunt istorici care susțin că o parte din narațiunea istorică biblică ar avea mai mult un caracter mitologic, deși descoperiri arheologice au întărit diverse date care apar în Biblie. Encyclopaedia Judaica⁠(en)[traduceți] (2007) recunoaște că cel mai probabil Moise nu a existat; Comentariul oficial al Torei pentru iudaismul conservator, publicat în 2001, este și el de acord.
Consensul istoricilor mainstream consideră că sclavia a milioane de evrei în Egipt și exodul a milioane de evrei din Egipt sunt evenimente lipsite de istoricitate. Peter Enns, un cercetător evanghelic, fost profesor la Seminarul Teologic Westminster⁠(en)[traduceți], actualmente titular al catedrei stipendiate⁠(en)[traduceți] de studii biblice de la Eastern University⁠(en)[traduceți], deși credea că Biblia este infailibilă, recunoștea următoarele: pentru poziția că relatarea biblică a Exodului s-ar fi petrecut în mod real nu există dovezi, iar pentru poziția că relatarea ar putea fi plauzibilă (nu dovedită) există cărțile unora ca Hoffmeier și Kitchen. Pentru poziția că evreii au provenit din populația canaanită există dovezi copleșitoare, ceea ce „elimină posibilitatea exodului din Egipt sau a unui pelerinaj de patruzeci de ani prin deșert”, conform lui William Dever. Consensul modern al istoricilor este că nu a existat vreun exod de proporțiile descrise în Biblie și că relatarea trebuie privită ca teologie și nu ca istorie, teologie care ilustrează cum Dumnezeul lui Israel a acționat pentru a-și salva și întări propriul popor.
Întrebat într-un documentar al BBC dacă evreii au fost monoteiști, lucru care i-ar fi distins față de religia canaanită, prof. dr. Herbert Niehr de la Universitatea din Tübingen declara că evreii au fost politeiști din sec. al X-lea î.e.n. până cel puțin în 586, după care lucrurile au început să se schimbe foarte lent, evreii fiind covârșitor monoteiști începând cu perioada Macabeilor (secolul al II-lea î.e.n.). Un curs de la Universitatea Yale și alte lucrări confirmă acest lucru. William Foxwell Albright, liderul unei generații trecute de arheologi biblici, nu a fost, totuși, un literalist biblic, Iahve și zeii din Canaan, de exemplu, susținând opinia că religia israeliților a evoluat de la un politeism originar la un monoteism care l-a văzut pe Dumnezeu acționând în istorie - o viziune pe deplin conformă cu opiniile principale din ultimele două secole de critică biblică dinaintea lui.
Lester L. Grabbe scria că „minimaliștii au triumfat sub multe aspecte”, maximaliști autentici existând doar ca opinii marginale, dar cercetătorii continuă să folosească Biblia drept izvor istoric.
Conform lui Shaye J. D. Cohen (profesor la Universitatea Harvard), „Cei mai mulți israeliți erau de origine canaanită; strămoșii lor nu au participat la un Exod din Egipt; Israeliții nu au construit piramidele!!!”

### Regatul evreu unit

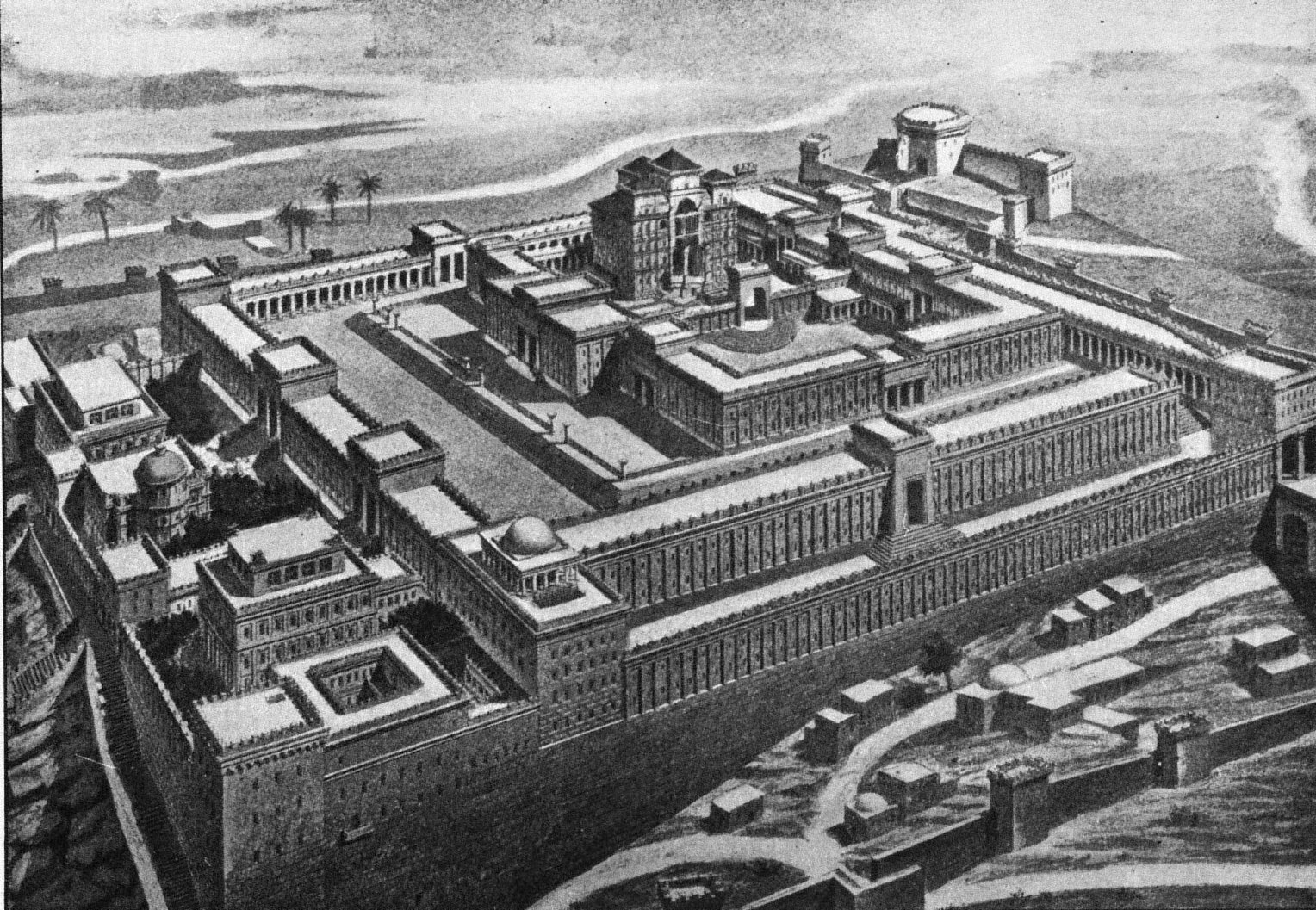
Templul lui Solomon din Ierusalim. Ilustrație bazată pe detalii biblice

După tradiția evreiască 12 triburi de evrei, formate din descendenții celor 12 fii ai lui Israel (tribul lui Iosif s-a divizat în două triburi, după fiii lui, Menașe și Efraim), au cucerit Țara Israel, au colonizat-o și, după o perioadă în care nu aveau o conducere centrală, au format un regat condus de regele Saul. Lui Saul i-a urmat regele David. Acesta a cucerit orașul Salem (în ebraică Șalem), căruia i-a fost schimbat numele în Ierusalim și care a devenit capitala evreilor. Fiul lui David, Solomon, a construit la Ierusalim Templul, care urma să fie unic în religia evreilor. Pe Muntele Templului, după tradiția biblică evreiască și creștină, a fost Templul evreilor, distrus de babiloneni in 586 î.e.n, reclădit dupa 538 î.e.n. și distrus iar de romani în anul 70 î.e.n. Pe locul Templului (Primul și al Doilea) în perioada Bizantină a fost clădită o biserică. Când musulmanii au cucerit teritoriile, ei au distrus biserica și au clădit sanctuarul Cupola Stâncii și Moscheea Al Aksa, care sunt lăcașe de cult din cele mai însemnate și amplasarea lor, ca și împotrivirea credincioșilor musulmani locali și din lume, limitează posibilitățile cercetărilor arheologice. Unii istorici presupun că din această cauză nu a fost găsită până acum nicio urmă a Primului Templu -Templul lui Solomon. ci numai ruine ale celui de-al Doilea, care fusese lărgit și reabilitat în vremea lui Irod cel Mare. Unii din arheologi, numiți „minimaliști”, care pun mai mic preț pe narațiunea biblică, cred că Templul lui Solomon nu ar fi existat niciodată.
Conform lui William G. Dever, un arheolog mainstream dar foarte conservator, în secolul al X-lea î.Hr. Regatul Iuda era „un stat aflat într-un stadiu timpuriu și rudimentar”, care „nu a fost bine consolidat până în secolul al IX-lea î.Hr.”, iar Regatul Israel a avut o dezvoltare separată în secolul al IX-lea î.Hr.

### Iehuda și Israel
După moartea lui Solomon, statul a fost împărțit în două regate, Iudeea (Iehuda, Iuda) și Israel.
În anul 722 e.v. Sargon al II-lea, regele Asiriei, a cucerit Regatul Israel, l-a distrus și a exilat o mare parte din populația evreiască. În anul 586 î.e.c. Iudeea a avut aceeași soartă și, după cucerirea Ierusalimului, regele Babilonului, Nabucodonosor (sau în ebraică Nevuhadnețar) a exilat o mare parte din populația evreiască. După aceste exiluri de masă evreii surghiuniți au continuat să-și păstreze religia și să aștepte venirea unor timpuri prielnice pentru revenirea în patrie, unde să reconstruiască Ierusalimul și Templul. Contribuții recente la istoria Levantului antic pun la îndoială realitatea exilului babilonian și/sau acuratețea relatării biblice asupra acestuia.

### Întoarcerea evreilor din exil
În 539 e.v., împăratul persan Cirus a cucerit Babilonul și a permis tuturor popoarelor deportate să se întoarcă în țările lor și să-și refacă templele distruse. Mulți evrei s-au întors în Israel și au refăcut Ierusalimul și Templul. Repatrierea evreilor s-a petrecut în patru etape, ultima în jurul anului 445 e.v.
Existența edictului lui Cirus este contestată de istorici.
A fost o ruptură abruptă între religia străveche a israeliților și iudaismul celui de-Al Doilea Templu. Israelul pre-exilic era politeist; Așera era probabil adorată drept soția lui Yahweh, în templele sale din Ierusalim, Bethel și Samaria, iar o zeiță numită Regina Cerului, probabil o fuziune a Astarteei cu zeița mesopotamiană Iștar, era de asemenea adorată. Baal și Yahweh au coexistat în perioada timpurie, dar au fost considerați ireconciliabili după secolul al IX-lea. Adorarea doar a lui Yahweh, care era preocuparea unui mic partid în perioada monarhică, s-a extins în perioada exilică și post-exilică, și abia atunci existența altor zei a fost negată.
În Prolegomena zur Geschichte Israels, Julius Wellhausen a susținut că iudaismul, ca religie bazată pe respectarea pe scară largă a Torei a apărut pentru prima dată în anul 444 e.v. când, conform relatării biblice furnizate în Cartea lui Neemia (capitolul 8), preotul Ezra a citit populației din Iudeea adunate în piața centrală a Ierusalimului din o copie a Torei mozaice Wellhausen credea că această narațiune ar trebui acceptată ca istorică pentru că sună plauzibil, notând: „Credibilitatea narațiunii reiese în mod fățiș.” După Wellhausen, majoritatea cercetătorilor de-a lungul secolului XX și începutul secolului XXI au acceptat că respectarea Torei pe scară largă a început undeva la mijlocul secolului al V-lea e.v.

### Regatul Iudeei sub dinastia Hașmoneilor
În 167 e.v., evreii s-au răsculat împotriva stăpânirii greco-siriene, care încerca să reprime religia evreiască și să-i oblige pe enoriași să aducă în templul lor ofrande și pentru zeitățile grecilor. Revolta a fost inițiată și condusă de familia preotului evreu Matitiahu HaHașmonai. Fiii lui, luptători viteji numițimacabei (Makabim), au condus pe evrei la victorie și independență, iar unul dintre ei, Șimon, a fondat noul regat evreiesc, numit și el Iudeea (Yehuda), neacceptând însă titlul de rege. Șimon a fost mare preot și sine-stătător pe plan politic, dar urmașii lui și-au însușit titlul de rege. Regatul hasmoneilor a legat o alianță cu Imperiul Roman și, treptat, romanii și-au mărit influența și după debarcarea în țară a legiunilor lui Pompei în anul 63 e.v. au transformat în cele din urmă regatul într-o țară vasală. O perioada semnificativa în istoria tarii și a poporului a fost domnia aliatului Romei, regele Irod cel Mare, care a construit, între alte multe construcții, și o versiune mai impunătoare a Templului din Ierusalim. După moartea sa, începând din anul 6 e.n. țara a fost guvernată de prefecți romani, în paralel cu regi locali. În anul 41 încă a mai fost încoronat un rege evreu, Herodes Agrippa I (Irod Agrippa I), loial romanilor, dar după moartea sa în anul 44, guvernarea țării a trecut în mâinile unui procurator roman.
Mai recent, Yonatan Adler a susținut că, de fapt, nu există nicio dovadă care să susțină ideea că Tora a fost cunoscută pe scară largă, considerată autoritară și pusă în practică, în orice moment înainte de mijlocul secolului al II-lea e.n. Adler a explorat probabilitatea că iudaismul, ca practică larg răspândită a legii Torei de către societatea evreiască în general, să fi apărut pentru prima dată în Iudeea în timpul domniei dinastiei Hasmoneene, cu secole după timpul presupus al lui Ezra.

### Primul război evreo-roman

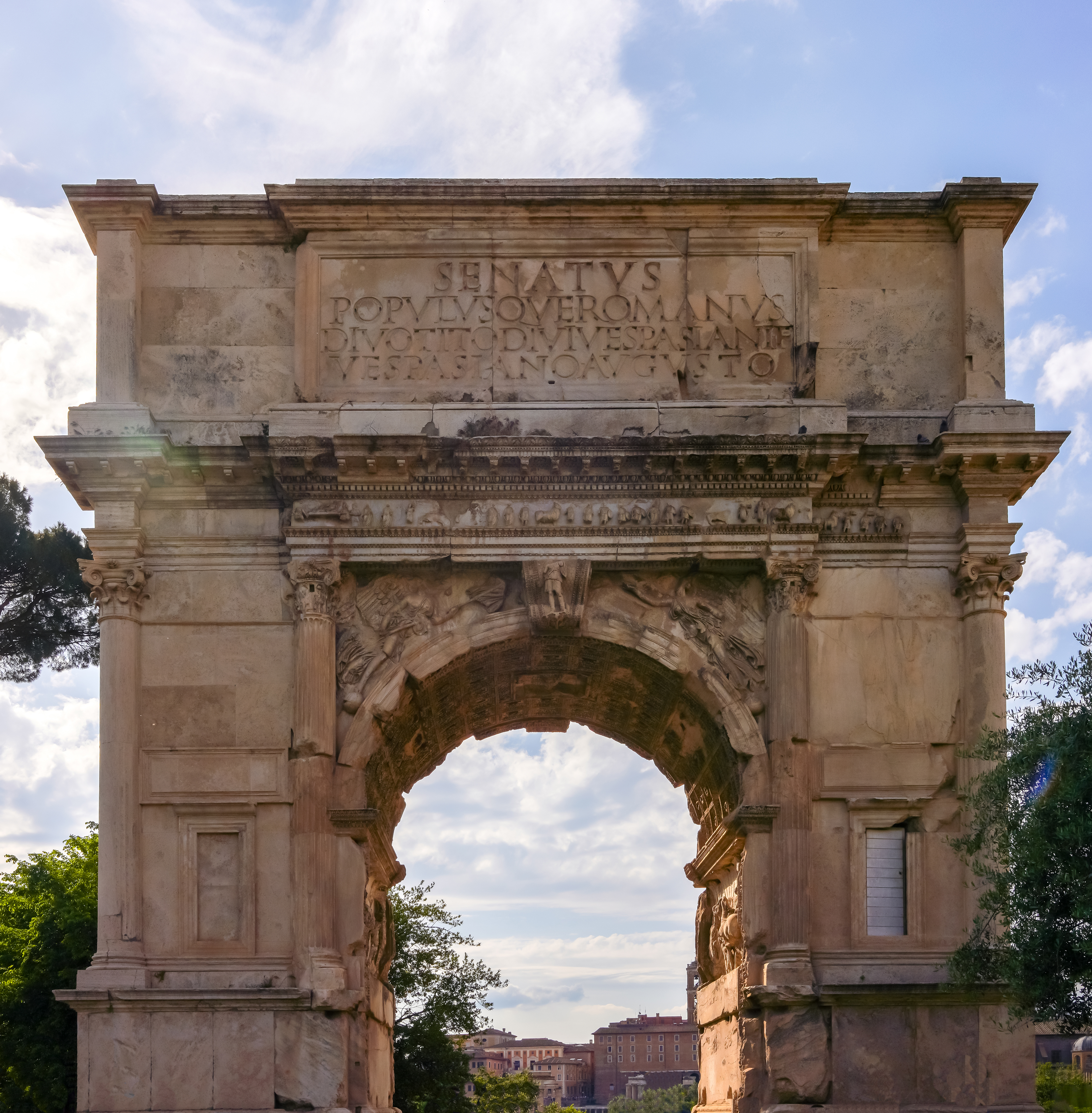
Arcul lui Titus la Roma - în care este reprezentată victoria romanilor în războiul împotriva evreilor

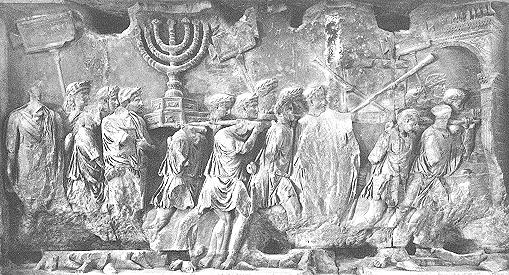
Detalii pe Arcul lui Titus. Sclavi evrei duc tezaurul jefuit de romani din Templul de la Ierusalim

În anul 66 a izbucnit o mare revoltă evreiască, numită și Primul război evreo-roman. Luptele între evrei și romani au continuat șapte ani și s-au terminat cu victoria zdrobitoare a romanilor. Romanii au distrus zeci de orașe evreiești, între care Ierusalimul cu Templul, sute de mii de evrei au murit în lupte sau au fost trimiși la Roma în sclavie.

### Al doilea război evreo-roman
În anul 132 a izbucnit Revolta lui Bar Kohba, denumită uneori și al doilea război evreo-roman (dacă nu se ia în calcul războiul Kitos) sau al treilea război evreo-roman. Revolta evreilor a reușit la început și timp de trei ani evreii au menținut, în condiții vitrege, o structură politică independentă.
Consecințele înfrângerii au fost în cele din urmă foarte grele pentru ei.
Ierusalimul, interzis pentru un timp accesului evreilor, s-a transformat pentru un timp în Aelia Capitolina, fiind numit astfel în onoarea împăratului roman Aelius Hadrianus.

## Diaspora evreilor

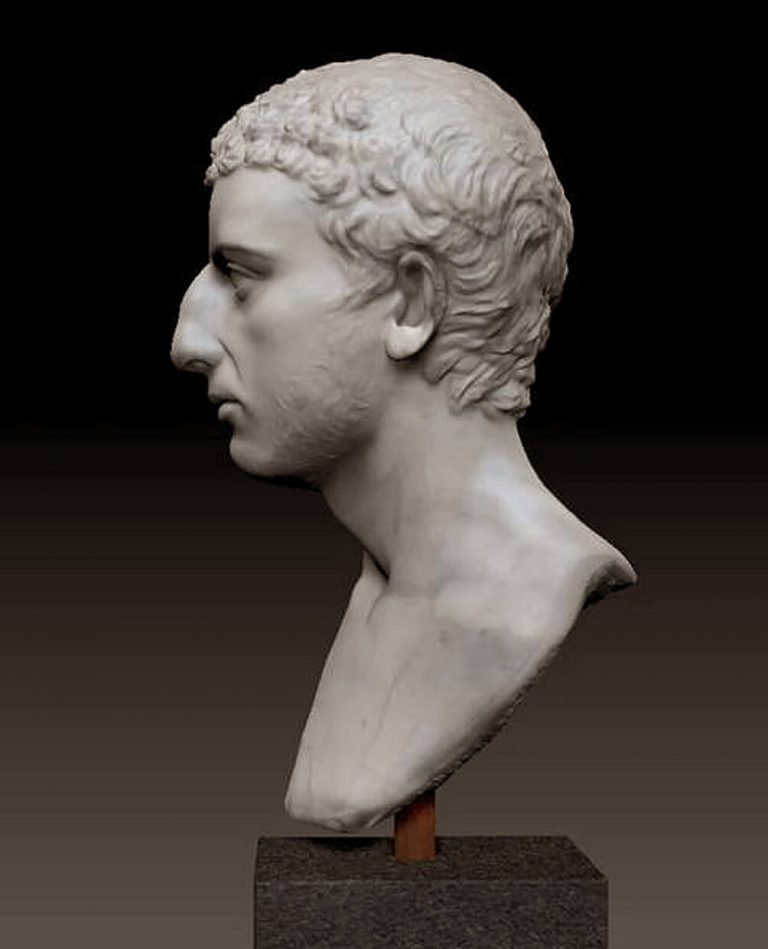
Bust atribuit lui Iosephus Flavius

Nu toți evreii exilați de Tiglat Pileser și de Nabucodonosor s-au întors în Israel după presupusul edict de eliberare dat de împăratul Cirus (decret a cărui existență este contestată de istorici), o parte din ei au rămas pe meleagurile pe care fuseseră exilați. Pe această cale s-au format comunități evreiești în multe locuri, unde majoritatea evreilor și-au păstrat religia. Evreii emigrați îndeosebi în provincii ale Imperiului Roman au fondat de asemeni comunități, aflate în legătură cu rudele rămase în Israel. Când își puteau permite, plecau în pelerinaj la Ierusalim.
Prizonierii evrei luați în robie în primul război evreo-roman au ajuns în diverse locuri pe cuprinsul imperiului roman și au fondat comunități evreiești, cum a fost cazul romanioților din peninsula Balcanică. Titus Flavius Iosephus, istoriograf evreu încetățenit la Roma, a scris despre 97.000 de sclavi evrei aduși în peninsula Italică. Cercetări genetice recente indică proveniența unei majorități a evreilor așkenazi din comunitatea evreiască a Romei antice.
Din peninsula Italică, evreii s-au răspândit în zonele centrale și apusene ale Europei. După creștinarea europenilor, capii bisericilor au inițiat persecuții și prigoane împotriva evreilor, intenționând să-i constrângă pe această cale să accepte botezul. Participanții la diverse cruciade s-au dedat la masacre prin comunități evreiești aflate în calea cruciaților spre Ierusalim. Monarhi creștini cu intenția de a-și însuși averile evreilor i-au expulzat pe aceștia din țările în care comunitățile evreiești ființaseră timp de secole. Astfel, din cauza valurilor de expulzare, mare parte din evreimea vest-europeană a ajuns în Europa de est, unde în unele perioade s-a bucurat de un regim mai tolerant. Numeroși evrei est-europeni poartă nume de familie care păstrează amintirea unor locuri din Spania, Italia, Franța, Germania etc., de unde strămoșii lor au fost alungați în evul mediu (Alcalay, Gaster, Benveniste, Perez, Luria; Rappaport/Rappoport; Șapiro/Șapira, (H)Alper(i)n/Alperowitz/Galperin, Ginsburg/Ginzburg, Ul(l)mann, Warburg, Hildesheimer ș.m.a.).

### Limbile evreilor în diaspora
În comunitățile din diaspora, evreii au adoptat limbile locale, iar în sinagogă si școlile religioase se foloseau de limba ebraică și pe plan secundar de limba semită înrudită aramaica. Cu timpul, evreii și-au dezvoltat limbi particulare derivate din unele limbi locale și au inclus o parte de lexic și locuțiuni din ebraică. Limba idiș este germana sudică medievală (foarte apropiată de dialectele bavarez și șvab), cu o parte de vocabular de origine ebraică, slavă și cu elemente romanice. Limba ladino este un dialect spaniol-ebraic bazat pe castiliana medievală. Iavanica vorbită în trecut de evreii romanioți era bazată pe greacă și ebraică. Alte limbi cu caracter mixt similar au apărut în Maroc, Kurdistan, Georgia etc. Multe sunt pe cale de dispariție din cauză că le dispar vorbitorii nativi.

### Cultura evreiască în diaspora
Deși erau împrăștiați și răspândiți printre alte popoare, evreii au reușit să-și dezvolte în continuare cultura proprie. Filosofii, teologii, poeții, scriitorii și alți creatori evrei din diaspora s-au folosit de limba ebraică, de limbile popoarelor majoritare lângă care au trăit și uneori (în muzică, literatură, publicistică) și de limbile evreiești locale (idiș, ladino etc.), cu diferențe de la o epocă la alta. Filosofi evrei ca Saadia Gaon, Moise Maimonide, Joseph Albo, Isaac Abravanel, Nachman Krochmal, Baruch Spinoza, Moses Mendelssohn, Martin Buber, Emmanuel Levinas și alții au fost influenți în cultura și societatea evreiască și în general.
În Evul Mediu, poeți evrei, ca Solomon ibn Gabirol, Yehuda Halevi, Immanuel Romano, Yehuda Alharizi, Moșe ibn Ezra, Avraham ibn Ezra au scris poezii în limba ebraică, în care își exprimau și dorul de Ierusalim și meleagurile patriei îndepărtate. În continuare au apărut poeți ebraici ca Moșe Haim Luzzatto, Naphtali Herz Weisel, Meir Halevi Letteris, Jehuda Leib Gordon și alții. La sfârșitul secolului al XIX-lea și începutul secolului XX, când s-a revenit la folosirea zilnică a limbii ebraice, în special printre sioniștii emigrați în Palestina sau care se pregăteau să emigreze, a crescut numărul poeților, prozatorilor și filosofilor care scriau în limba ebraică.
În limba idiș, a evreilor din Europa și din America de Nord, s-au exprimat sute de poeți, dramaturgi și scriitori evrei — de la Mendele Mocher Sforim, Abraham Goldfaden, Sholem Aleichem (sau Șalom Aleihem), Isaac Leib Peretz, Sholem Asch până la Itzik Manger, Isaac Bashevis Singer și Israel Joshua Singer. Unii dintre acești autori au scris în ambele limbi, idiș și ebraică.
În limba ladino au fost create multe cântece religioase, de dragoste, proverbe și zicători, rugăciuni și basme, s-au publicat și unele cărți cu caracter enciclopedic sau de literatură romanțată.
În țări cu obști evreiești numeroase s-a dezvoltat de asemeni ziaristica evreiască, în special în limbile idiș, ebraică și ladino, dar și în limbile locale. În București au apărut circa 170 de periodice evreiești, în diferite limbi.

#### Laureați ai Premiului Nobel
Până în anul 2012, în totalitate, 855 de persoane au fost laureați ai Premiului Nobel din care aproximativ 173 evrei și alți 20 descendenți din evrei.
Deși formează mai puțin de 0,2% din populația lumii, 26% dintre laureații Premiului Nobel pentru Fizică, 27% dintre laureații pentru fiziologie sau medicină și 37% dintre laureații pentru economie sunt evrei.

### Războiul limbilor
În Țara Israel (Palestina), în anul 1904, sub dominația otomană, existau 26 școli evreiești, dar numai șase dintre ele cu limba de predare ebraică. Limbile folosite erau idișul, ladino, araba, germana și franceza. Ebraica era folosită numai ca limbă de ritual și era învățată ca atare în școlile religioase tradiționale, împreună cu aramaica talmudică. Noii imigranți sioniști au reluat limba ebraică pentru uzul cotidian, dar nu toți evreii din Palestina erau sioniști. În 1908, o societate sionistă de binefacere din Germania, a hotărât să înființeze la Haifa Școala tehnică superioară (Institutul politehnic), dar cu limba de predare germană. Din acest motiv s-a ivit o mare polemică între evreii locali, dispută la care au luat parte și asociații și societăți evreiești din întreaga lume. Societatea fondatoare a fost blamată, iar filantropii au hotărât la un moment dat să nu mai sprijine inițiativa. Disputa a fost supranumită „războiul limbilor” și s-a terminat în 1914, când societatea inițiatoare a revenit asupra primei decizii și a acceptat limba de predare ebraică. Ulterior, treptat, aproape toate școlile evreiești au adoptat ebraica.

## Cine este evreu?
Întrucât statutul de evreu este recunoscut atât enoriașilor de confesiune mozaică, cât și descendenților din părinți evrei, chiar dacă sunt atei sau agnostici, răspunsul la întrebarea „cine este evreu?” este adesea dificil de dat. Astfel, evreii karaiți recunosc numai pe descendenții pe linie paternă, evreii ortodocși numai pe linie maternă, evreii reformați recunosc ca evrei pe copiii oricărui părinte, mamă sau tată. În țările unde numele de familie este cel al tatălui și unde copiii purtau un nume de familie evreiesc după tată, ei erau considerați evrei de către ne-evrei și uneori, de către autoritățile statale, chiar dacă după legea religioasă (Halaha) rabinii ortodocși nu îi recunoșteau ca evrei veritabili. Există desigur și evrei convertiți la alte religii. În trecut, evreii convertiți nu mai erau recunoscuți ca evrei, dar în epoca modernă se caută și câteodată se găsesc căi de conviețuire sub același titlu etnic.

### Originea genetică
În baza unor cercetări genetice făcute în scop medical în California, s-a tras concluzia că femeile din sânul populației așkenaze sunt predispuse a se îmbolnăvi de cancer la sân într-un procentaj de 8,3% în comparație cu procentajul de 2,2% privind incidența aceleiași maladii la femeile celorlalte subgrupuri ale rasei albe. La femeile de limbă spaniolă, procentajul stabilit este de 3,5%, dar s-a avansat ipoteza că, poate, un număr important de indivizi din acest mare grup lingvistic american ar fi avut strămoși înrudiți cu evreii sau chiar de origine evreiască. De remarcat însă, că „evreii spanioli” nu sunt considerați ca „așkenazi”.

### Samariteni

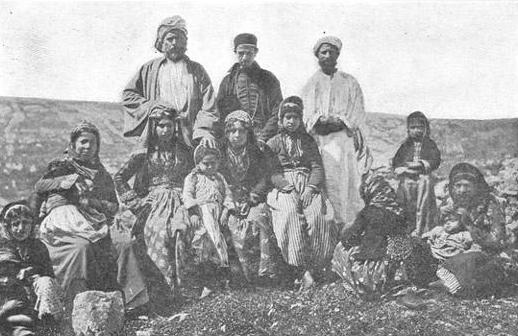
Samariteni într-o fotografie din anul 1900

După exilul populației evreiești din țara lor în anul 586 î.Hr., un număr de evrei au rămas în Țara Israel, îndeosebi populația rurală. Lângă aceștia au fost colonizate diverse populații aduse de babilonieni; membri ai acestor popoare s-au amestecat cu evreii rămași pe pământul lor. Samaritenii au fost o asemenea populație cu caracter mixt. Reveniți din exil, evreii au început să reclădească Ierusalimul și Templul. Samaritenii s-au oferit să ajute la reconstrucție, dar evreii reîntorși din exil au refuzat ajutorul sub motiv că nu puteau fi primiți din cauza căsătoriilor cu cei de alte origini etnice. După ce au fost respinși, samaritenii și-au clădit templu propriu pe muntele Grizim, lângă centrul lor, orașul antic Samaria. Samaritenii moderni, în prezent o comunitate minusculă - câteva sute de persoane- se consideră evrei, dar nu sunt recunoscuți ca atare de către autoritățile rabinice ortodoxe din Israel.

### Hazarii
Istoricul evreu român Meyer Abraham Halevy reamintește că familia regală, aristocrația și o parte din poporul hazar s-au convertit la iudaism la mijlocul secolului al VIII-lea. În hanatul Hazaria trăiau evrei imigrați din Persia și din Imperiul Bizantin unde au fost persecutați în secolele VI-X (în 632 iudaismul a fost interzis și în 720 s-a încercat o botezare forțată a evreilor). Nu există date istorice cu privire la numărul aproximativ de evrei imigrați și convertiți. În preajma strămutării triburilor ungare în Pannonia, li s-au alăturat trei triburi hazare, supranumite kavari (pe grecește kavaroi; potrivit cronicii De administrando imperii de Constantin VII Porfirogenetul și altor izvoare). Decenii mai târziu, în timpul domniei ducelui Tokșun (Taksony) (mijlocul sec. X), pe teritoriul noii Ungarii au fost admise alte grupuri de hazari. Kavarii se presupune că erau de confesiune mozaică, însă probabil neobservantă a Talmudului. Potrivit izvoarelor, plecarea lor din est a fost o consecință a unei revolte (eșuate) față de han. În noua patrie, Pannonia, kavarii au fost asimilați curând de populația maghiarofonă și au fost creștinați. Hazarii care și-au păstrat religia mozaică au fost asimilați de comunitățile evreiești din Europa de est. Cercetări genetice moderne susțin că populația evreiască așkenază are de asemeni o oarecare ascendență turcică. În baza acestor studii a fost avansată ipoteza că hazarii (al căror idiom probabil era o variantă veche a limbii ciuvașe din familia de limbi turcice) ar fi reprezentat circa 0,05%-0,6% din străbunii evreilor așkenazi.

### Israeliții noi - Novus Israel - (Creștinii)
Primii creștini s-au ridicat din rândurile populației evreiești din Palestina (Țara Israelului), care includea și etnii semite locale asimilate de evrei. Răspândirea creștinismului printre eleni, romani și alte popoare până atunci politeiste a determinat adâncirea disensiunilor grave dintre evreii care continuau ritul iudaic tradițional și discipolii lui Isus, care se considerau la început evrei, ba chiar ca cei mai autentici. Noua credință, misionară, cu mesaj mesianic particular și făcând numeroase reforme, unele adaptate la obiceiurile altor popoare - de pildă renunțarea la circumcizie și la restricțiile alimentare rituale iudaice (la interzicerea consumului cărnii de porc) etc. - s-a răspândit pe o scară largă în Imperiul Roman și în afara lui. Conflictul dintre cele două comunități, evreii tradiționali, inițial majoritari în Palestina, dar deveniți minoritari în Imperiul Roman, și „noii israeliți”, creștinii, s-a ascuțit și mai mult, atât din motive de identitate etnică cât și statală. Evreii tradiționali, în prima fază a propagării noii religii în Palestina, împreună cu autoritățile locale romane, i-au prigonit pe cei care erau judecați drept impostori, eretici și provocatori de dezordine. Adepții evrei ai creștinismului și cu atât mai mult prozeliții creștini de alte etnii nu mai acordau însemnătate existenței statale și tradiției etnice particulare evreiești (iudaice) și s-au atașat tot mai mult de caracterul universal al noii religii, devenită în câteva secole credința dominantă a populației greco-romane și în cele din urmă a întregului imperiu roman. Aceste evenimente au fost printre primele motive ale ostilității Bisericii în ascensiunea ei, față de evreii rămași, în minoritate, la cultul mozaic tradițional. Purtătoare a statutului de „israeliții autentici”, în calitatea de purtători veritabili al mesajului profeților evrei, Biserica a ajuns să nege legitimitatea credinței și identității etnico-politice a poporului Israelului antic, despre care credea că ar fi în dizgrația divină. Dogma creștină considera creștinătatea drept Noul Israel. Schimbări în această concepție au fost adoptate în biserica catolică de către Conciliul Vatican II, care a recunoscut filiația creștinismului din "bunul măslin" al poporului evreu și credinței sale.

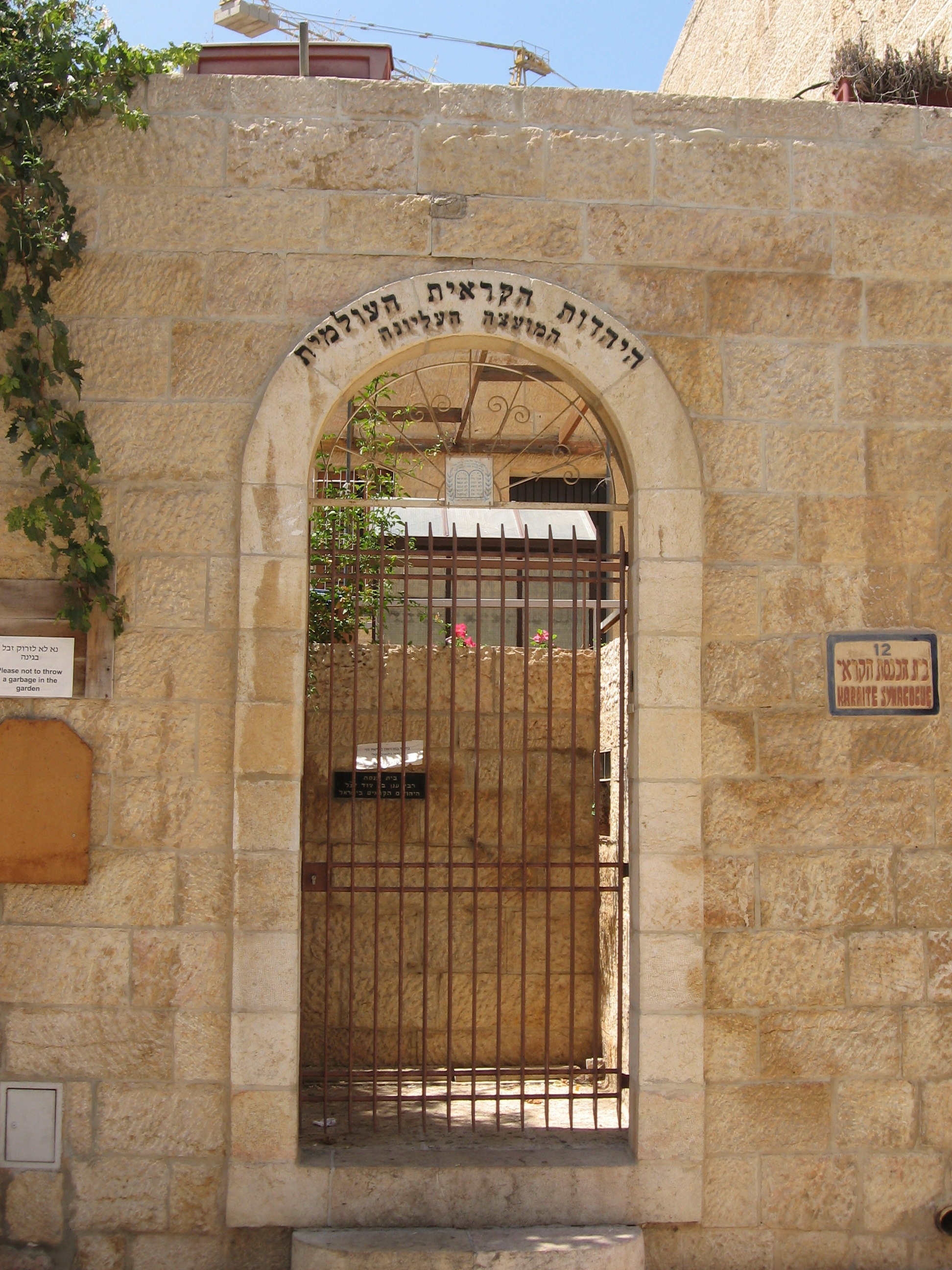
Sinagoga karaită din Orașul Vechi la Ierusalim

### Karaiți
În secolul al VIII-lea, la Bagdad, discordia dintre discipolii Talmudului și evreii care îl respingeau a cauzat scindarea în două tabere, cei care respectau învățătura rabinilor talmudici pe de o parte și cei care nu acceptau Talmudul, karaiții, pe de altă parte. Centrele karaiților erau în Egipt și în Palestina (Eretz Israel), în special la Ierusalim. După ce cruciații au cucerit Ierusalimul și au omorât numeroși evrei, karaiții supraviețuitori s-au refugiat în Imperiul Bizantin, iar de acolo în Crimeea.
Karaiții sunt recunoscuți ca evrei, dar în timpul celui de al doilea război mondial, când naziștii au făcut cercetări cu privire la statutul lor religios, au existat rabini care au declarat, ca să-i salveze de la moarte , că membrii obștii karaite nu erau evrei autentici. Totuși, unii karaiți nu au vrut să-și renege originea și au mers la moarte împreună cu restul evreilor. După război, unii ideologi comuniști s-au folosit de aceste declarații în scop propagandistic, pentru a nega existența unui popor evreu și a susține că evreii nu ar fi decât o comunitate religioasă.

### Evreii din Etiopia
În Etiopia existau comunități evreiești din antichitate. James Bruce, care a vizitat Etiopia în anul 1770, în căutarea izvoarelor Nilului, a scris că aceste comunități evreiești se numeau Beit Israel (Casa lui Israel) încă din secolul al IV-lea, nume pe care îl purtau evreii care au refuzat creștinarea. 

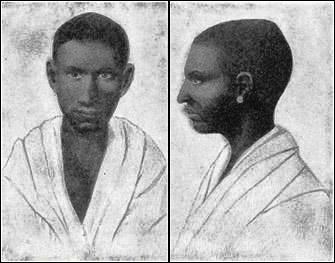
Portretul desenat al unei femei din Beta Israel, publicat în cartea Călătorie în Abisinia de Lefebvre. Sfârșitul secolului al XIX-lea

După secolul al XV-lea, când un rege creștin a legiferat ca numai creștinii să poată fi moștenitori de terenuri, acești evrei au fost porecliți falași, termen folosit pentru indivizii neposesori de pământ, nomazii.
Evreii falași convertiți la creștinism în secolele XIX și XX se numesc falașmura, adică „falași convertiți”.

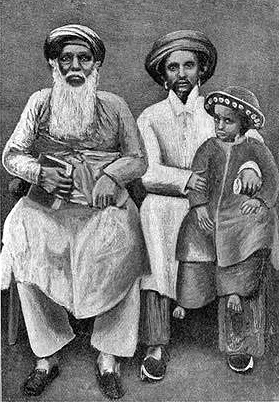
Bene Israel din Cochin în costum tradițional

### „Negrii evrei” (sectă americană)
O sectă în sânul populației afro-americane din Chicago și din Liberia, numită African Hebrew Israelite Nation of Jerusalem și condusă de Ben Carter, s-a auto-prezentat, în urma unei revelații divine relatate de Carter în al șaselea deceniu al secolului XX, ca fiind „adevărații evrei”. Mulți din membrii acestei secte au sosit în Israel cu viză turistică și s-au stabilit clandestin în orașul Dimona. Din cauza ideologiei lor teologice foarte diferite precum și din cauza poligamiei, acești imigranți nu sunt recunoscuți ca evrei.
Recent însă s-au făcut demersuri vizând o mai bună integrare a lor prin conferirea statutului de rezidenți ai țării și acțiuni ale primăriei orașului Dimona pentru normalizarea condiției zonei lor de domiciliu. O parte din membrii comunității lor din Israel, care cuprinde circa două mii de persoane, s-au convertit oficial la iudaism și se asimilează în masa poporului evreu israelian.

### Convertiții

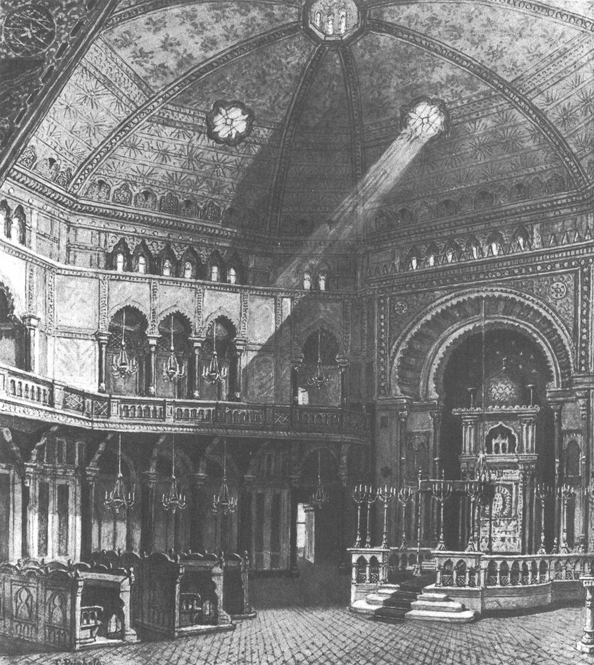
Sinagoga turcească la Viena - sinagoga evreilor de rit spaniol

În peninsula Iberică, în Evul Mediu, existau multe comunități evreiești. Populația evreiască a colaborat cu cuceritorii mauri și era o parte importantă din administrația locală. După izgonirea maurilor, regii creștini au impus evreilor religia creștină și evreii care n-au acceptat conversiunea au fost exilați din Spania și din Portugalia. Mulți dintre evreii exilați au primit adăpost în Imperiul Otoman și s-au răspândit prin ea - o parte au ajuns până la voievodatele române și au inițiat comunități evreiești la București și în alte orașe. Evreii convertiți au devenit o parte din populația locală, deși existau legi discriminatoare pentru cei care nu erau de origine creștină, cu timpul s-au asimilat și numai analize genetice moderne mai pot dovedi originea evreiască. Nu toți evreii convertiți au rămas creștini, în prima etapă mulți dintre acești convertiți continuau cultul mozaic în taină și erau vânați de Inchiziție. O parte din acești evrei clandestini au părăsit peninsula Iberică și au revenit la cultul mozaic în regiuni mai tolerante.

### Legea israeliană
Conform principiul Halahei (codul legilor religioase evreiești ortodoxe), preluat de legea votată în Kneset (Parlamentul israelian) în anul 1950, un evreu este, prin definiție, cineva care:
- s-a născut dintr-o mamă evreică (adică, ceea ce contează este linia maternă) sau,
- o persoană care s-a convertit la iudaism conform legii evreiești.

În schimb, „Legea reîntoarcerii” acordă cetățenia israeliană oricărei persoane de origine evreiască ajunsă în Israel și nu în baza criteriilor de mai sus. Cetățenia israeliană o poate obține orice persoană cu un părinte sau un bunic evreu, precum și soțiile sau soții acestor persoane, chiar dacă nu au origine evreiască, și copiii acestor perechi.
Conform unei decizii a Curții Supreme a Israelului, adepții iudaismului mesianic (adică evreii deveniți creștini) nu pot avea pretenția la reîntoarcerea în Israel. Conform unui amendament din 1970 la Legea Reîntoarcerii nu se pot reîntoarce evreii care și-au schimbat religia în mod voluntar, dar ateii și agnosticii se pot reîntoarce, ei intrând în categoria „evrei laici” (seculari). Ascunderea convertirii pe formularele de aplicare pentru Legea reîntoarcerii constituie fraudă.

## Evreii în raport cu religia iudaică - Rituri
Termenul de rit când se referă la evrei (în limba ebraică, minhag sg., minhaghim pl.) e paralel,dar in mică măsură, cu creștinismul, unde între altele coexistă ritul catolic, cel ortodox, riturile protestante etc. La evrei, aceste „minhaghim” (grupuri de rit) nu reprezintă diferențe teologice, spre deosebire de riturile din creștinism, ci particularități culturale sau istorice, bazate în primul rând pe o apartenență geografică comună (mai mult sau mai puțin) și mai ales pe tradiții comune în liturghie (nosah) Cele mai mari „minhaguri” sunt așkenaz și orientali ("mizrahi") - sefard. Și din punct de vedere al practicii religioase, deosebirile dintre acestea sunt mult mai mici decât cele dintre riturile creștine catolic, ortodox și protestante sau dintre riturile sunit și șiit ale musulmanilor. Ritul evreilor sefarzi și cel al evreilor orientali este foarte asemănător - amândouă fiind de obicei reunite sub denumirea de sefarzi în sens larg.
Alte obști evreiești sunt relativ mici și au istorie si particularități deosebite: karaim (evreii caraiți); evreii etiopieni supranumiți Beta Israel și porecliți „falași” de către ceilalți etiopieni; evreii din Cochin etc. Cea mai mică și în acelaș timp străveche sectă evreiască - oficial nerecunoscută ca atare de rabinatul ortodox israelian - sunt samaritenii.

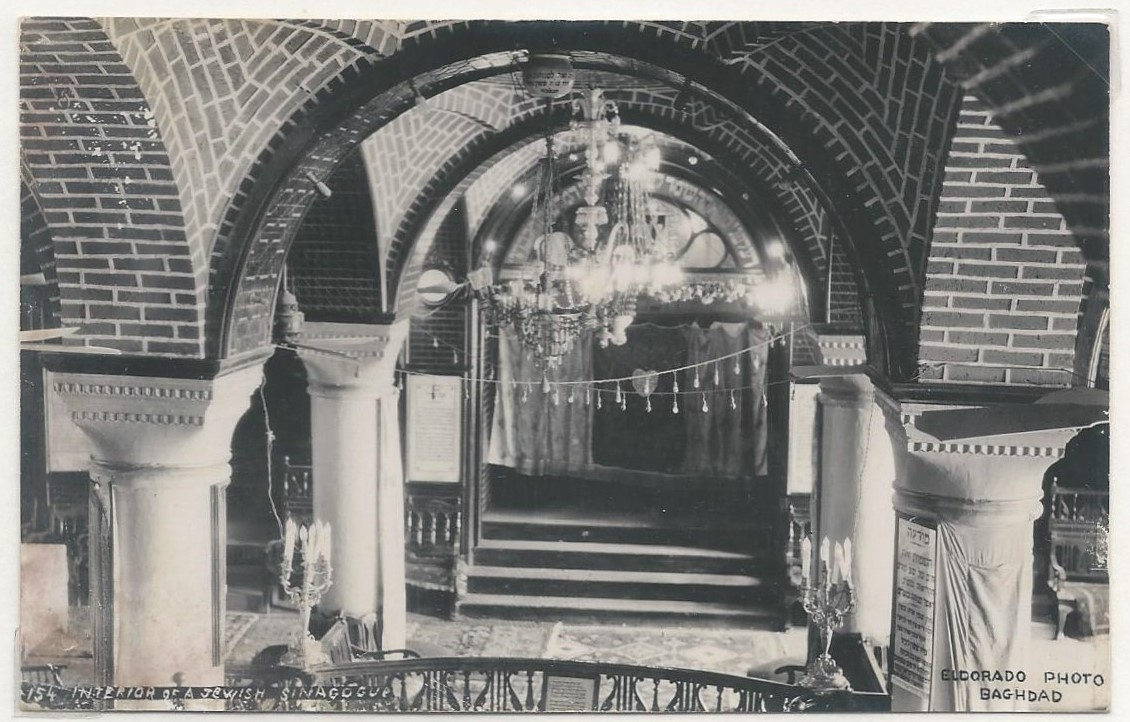
Sinagoga mare din Bagdad

În lumea evreiască, ortodoxia (a nu se confunda cu ritul creștin numit de asemenea ortodox) se împarte în rituri, „minhaghim” - subgrupuri care se suprapun mai mult sau mai puțin zonelor de origine.
Cele două rituri principale sunt:
- așkenaziți sau "așkenazi", care provin din vestul, centrul și estul Europei și au vorbit multă vreme limba idiș. Rostirea acestor persoane în limba ebraică în uzul liturgic, mai ales în trecut și în comunitățile ultraortodoxe, precum și, în mică măsură, în limba de zi de zi în Israel are anumite particularități, fiind influențată mai ales de graiurile limbii idiș - ca în pronunțarea consoanelor ch (h) și r și uneori în intonație.
- sefarzi (spanioli); grupul își are obârșia în Peninsula Iberică, care au fost persecutați de inchiziție, iar limba uzuală i-a fost timp de secole limba ladino, supranumit iudeo-spaniola. Ebraica în rostirea lor a fost adoptată ca pronunția ebraică modernă oficială. Evreii sefarzi care nu au acceptat să treacă la catolicism, au fost izgoniți din Spania și Portugalia în 1492 și respectiv 1498. Au primit azil în Imperiul Otoman, inclusiv în Balcani (Bosnia, Macedonia, Bulgaria, Țara Românească etc), în Turcia și Grecia, în Palestina și Siria, în Egipt și în Maroc; de asemenea în Țările de Jos, Anglia și America.

Evreii „orientali” („mizrahim”) sau sefarzi în sensul larg se numesc majoritatea evreilor din nordul Africii, din Yemen, din Irak (babilonieni), din Caucaz, Iran, Buhara și din restul Asiei . Un rit asemănător au și evreii italieni și evreii greci de dinaintea venirii sefarzilor din Spania, denumiți romanioți.
Această împărțire, deși se estompează în timp prin multitudinea de căsătorii mixte, își păstrează rezonanțele culturale și socio-economice, cu o oarecare valoare în studiile sociologice și antropologice, cuprinzând și pe evreii nepracticanți și pe cei nereligioși.
Există și în iudaismul ortodox așkenaz o minoritate de comunități "ultra-religioase", fundamentaliste sau „habotnice” (termenul are la origine noțiunea habad, v. mai jos), al căror stil de viață este mai apropiat de cel din târgușoarele, numite ștetl în limba idiș, și din ghetourile evreiești de la sfârșitul evului mediu și începutul epocii moderne din estul și centrul Europei, opus în diverse grade influențelor modernității, educației generale etc. Ele acordă o pondere foarte mare activității de învățare a textelor sfinte, uneori - mai ales în Israel - în detrimentul tuturor celorlalte activități, și acceptă în anumite limite adoptarea inovațiilor utile din domeniul tehnicii și al regulilor politicii.
În cadrul lor se disting: 
- comunitățile hasidice diverse, adunate în jurul curților unor dinastii de rabini numiți „țadikim” sau „admorim”. Cea mai cunoscută, mai activă, ceva mai deschisă față de aspirațiile naționale și față de însușirea de discipline din învățământul general, este cea numită „Habad”.

- comunitățile mitnagdimilor sau ale evreilor așa-ziși lituanieni (litaim) opuse hasidimilor.

- evreii religioși moderni - care îmbină modernitatea (uneori și atașamentul la sionism, ca evreii național religioși din curentul Estic,„Mizrahi”) și practicarea preceptelor legii iudaice;
- evreii asa-ziși tradiționaliști, „massortim” (a nu se confunda cu iudaismul conservator, yahadut massortit), frecvenți în comunitățile evreilor israelieni originari din Orient (mizrahim),dar și între urmașii evreilor așkenazi proveniți din estul și centrul Europei, care sunt atașați tradiției ortodoxe - de exemplu frecventează sinagogile mai ales sâmbăta și de sărbători, respectă alimentația rituală, dar nu observă cu strictețe toate prescripțiile religiei (de pildă sâmbăta și de sărbători circulă cu automobilele, scriu, joacă fotbal, deschid aparatele electrice, inclusiv televizoarele etc.).

Curentele religioase reformiste - reformat și conservator - au apărut în sec. XIX pe teritoriul Ungariei (spre exemplu, până astăzi o mare parte dintre evreii din Ungaria, Slovacia, Serbia și Transilvania aparțin ritului numit neolog) și al Germaniei (Frankfurt, Berlin, Breslau), dar predomină mai ales în America de Nord. În Israel, congregațiile reformată (iudaism progresist) sau yahadut mitkademet și conservatoare (iudaism așa-zis „tradițional”, yahadut massortit) au încă un număr foarte redus de membri și nu sunt recunoscute ca legitime de instituțiile rabinice oficiale. În schimb ele se bucură de o deplină libertate a cultului. Șef rabinatul Israelului - încă bicefal - așkenaz și sefard, care deține monopolul în domeniul convertirii la iudaism, al stării civile - căsătoriei și divorțului - și în domeniul rânduielilor de înmormântare religioasă pentru evreii din Israel, precum majoritatea absolută a evreilor israelieni practicanți - aparțin curentului ortodox. In ultimii ani există tendința crescândă spre unirea forurilor oficiale rabinice așkenaz și sefard într-unul singur. Astfel, la Tel Aviv s-au suprimat funcțiile de șef rabin sefard și așkenaz al orașului și a fost ales în prezent un singur șef rabin din rândurile clericilor din ambele rituri.
Chiar dacă după tradiția familiei mulți evrei se consideră ca aparținând la ritul ortodox, conservator sau reformat, majoritatea acestora sunt „nepracticanți” sau laici, asemănător cu majoritatea populației din multe țări occidentale. Unii din ei pot fi atei sau agnostici.
Există și o mișcare continuă de trecere a unui număr de evrei din categoria celor practicanți stricți ai religiei spre cea a populației laice - proces numit uneori, în traducere aproximativă "întoarcere la întrebări".
(Hazará bishe'elá חזרה בשאלה ). Această denumire este de fapt o replică la termenul procesului invers de "întoarcere la răspuns","la pocăință" (Hazará bitshuvá חזרה בתשובה) prin care numeroși evrei laici, nepracticanți, sau tradiționaliști se întorc la practica ortodoxă strictă a religiei, uneori și sub imboldul unor activități misionare în sânul poporului evreu ale unor predicatori carismatici așkenazi sau sefarzi-orientali sau ale hasidimilor Habad sau Breslav.
Grupuri mici de evrei, mai ales în rândurile tineretului, se alătură unor curente sectare mai recente, ca Institutele de Kabala, unor secte de inspirație New Age, cu influențe budiste sau hinduiste - ale unor guru originari din India sau locali, de asemenea filialelor locale ale Bisericii scientologice (la evrei -numite "centre scientologice") etc.
De asemenea în ultimul timp există în rândurile evreilor laici un trend al creșterii interesului pentru studiul moștenirii spirituale iudaice, de la Biblie și până la literatura și filosofia evreiască modernă, în cadrul unor cercuri sau comunități ale așa numitului iudaism laic sau iudaism umanist. Un precedent în trecut al acestui curent l-au reprezentat încercările din unele kibuțim socialiste sau social-democrate, de adaptare a ceremoniilor religioase, ca de pildă ale celor de sâmbătă sau de sărbători, la particularitățile noului stil de viață laic și de reflectare a istoriei și ideologiilor recente în textele rituale folosite. (de pildă adaptarea textelor din așa numitele Hagada de Pesah la istoria particulară a fiecărui kibuț).
În lume au existat și continuă să existe unele grupuri mai mari sau mai mici de evrei care s-au convertit în diverse circumstanțe la alte religii. De exemplu maranii (marranos) sau așa-numiții „conversos” sau "noii creștini", din Peninsula Iberică, care, pentru a nu fi expulzați, au consimțit să primească botezul în rit romano-catolic, unii din ei doar în mod formal. Evrei adepți ai autoproclamatului Mesia Șavtai Țvi (Shavtay Tzvi) din Imperiul Otoman au fost nevoiți să treacă în cele din urmă la Islam și au creat așa numita comunitate „dönme”.
Cunoscute în istorie sunt și cazurile evreilor convertiți la Islam (Jadid al-Islam „Noii musulmani”) din Mashhad în Iran și ale așa-numiților falașmura, convertiți la creștinismul monofizit în Etiopia. În Israel există grupuscule de evrei „mesianici” (adică creștini) aparținând unor rituri creștine protestante al căror cult îl practică în limba ebraică, păstrând și unele simboluri și sărbători din iudaism.
Din punct de vedere rasial și etnic, în ciuda tendinței relativ restrânse la misionarism și prozelitism, evreii sunt, ca și multe alte popoare, eterogeni. În cursul istoriei, fiind și dispersați în regiuni foarte diferite, au cunoscut în mod evident (mai ales înainte de răspândirea creștinismului și a Islamului) perioade de amestec prin prozelitism, atât în Europa, cât și în Africa, Caucaz și Asia (de exemplu cazuri de convertire la iudaism în Italia și în peninsula iberică, hazarii, unele triburi berbere și arabe, populații etiopiene, din Asia centrală, India, etc.).
După emancipare, în societatea modernă, evreii au cunoscut procentaje crescânde de asimilare de diverse grade, precum și creșterea ponderii familiilor mixte.

## Antisemitism
Existența evreilor ca minoritate etnică și religioasă care refuza să se asimileze și să renunțe la religia, cultura și obiceiurile naționale evreiești, dar adesea și succesul lor financiar sau profesional, s-au lovit, de-a lungul istoriei, de ostilitatea reprezentanților religiilor majoritare, creștine, dar uneori și al unor state sau culte idolatre sau islamice, ceea ce a dus uneori la masacre, pogromuri, campanii de convertire forțată și expulzări în masă, legislații restrictive și discriminatorii împotriva evreilor. Autoritățile religioase și laice ale popoarelor majoritare au impus evreilor un statut inferior, uneori exercitând presiuni asupra lor ca să-i determine să se asimileze sau să părăsească plaiurile natale. Guvernanții i-au exploatat pe evrei economic (impozite suplimentare) și le-au interzis exercitarea mai multor meserii, împingându-i spre îndeletniciri și meserii cu statut social inferior sau interzise enoriașilor religiei populației majoritare (de exemplu cămătăria).
Evreii însă nu doreau să aibă de-a face cu paulinismul. Ei rămăseseră la opinia că nu poate exista decât un singur Dumnezeu. Doctrina lui Pavel a devenit doctrina oficială a creștinătății ne-evreiești. Pavel s-a răzbunat sângeros pe încăpățânarea evreilor, o răzbunare care nu și-a pierdut din puteri nici în ziua de azi. Atunci când el, contrar promisiunii sale făcute în Ierusalim, a predicat în sinagoga din Corint iar pe evreii care nu voiau să-i accepte învățătura i-a blestemat: `Sângele vostru să cadă asupra capului vostru; eu sunt curat. De acum încolo, mă voi duce la Neamuri.` (Faptele Apostolilor 18:6) Acest blestem a dus, prin intermediul Bisericii și mai ales al Bisericii Catolice, până la marea exterminare. Drumul către Damasc duce direct la Auschwitz.— Manuel van Loggem, „Godsdienst is opium tegen de dood” în Martin van Amerongen (red.) Sceptici over de Schrift.

## Evreii și mișcările de protest și revoluționare
Statutul discriminatoriu impus evreilor din Europa, prigonirea lor economică, politică, administrativă, culturală și religioasă au întreținut la evrei sentimente de nemulțumire. Pe acest substrat, după emancipare (ieșirea din ghetouri), deseori tineri evrei au fost tentați să se alăture mișcărilor revoluționare din rândul popoarelor în cadrul cărora trăiau, și să participe la încercările de schimbare a regimurilor politice și sociale cu speranța că un nou tip de societate și de guvernare le vor oferi o viață mai echitabilă și mai onorabilă. Din aceste motive au fost mulți evrei care au privit cu simpatie Marea Revoluție Franceză și revoluțiile de la 1848, însuflețite de lozincile de „Libertate, Egalitate, Fraternitate”. Din aceleași motive au fost mulți evrei și printre revoluționarii liberali, socialiști, social-democrați, comuniști și anarhiști, printre activiștii sindicaliști, feminiști, și pentru drepturi civile ale minorităților etnice, rasiale, sexuale și ale altor pături oprimate.
În general, minoritatea evreiască s-a divizat din punct de vedere ideologic-politic în trei grupări principale, cu ponderi diferite în state diferite:
- Religioșii (habotnicii),de diverse meserii, comercianți, meseriași, uneori agricultori, slujitori ai cultului, dar și unii industriași sau bancheri, păstrători cu strictețe a regulilor impuse de religia iudaică și cu marcate tendințe de separatism de celelalte grupări; cu vederi politice conservatoare, antisioniste sau sioniste religioase etc
- Emancipații sau laicii,main stream - de comercianti, meseriasi, intelectuali, unii bancheri și industriași,muncitori, uneori agricultori,etc. cu respect fata de cultul religios, sau în mică minoritate - agnostici sau atei, cu vederi politice liberale,conservatoare,social democrată, de centru etc
- Revoluționarii, mică minoritate ateistă sau agnostică, atrasă de ideile socialiste, comuniste, anarhiste, de obicei antisioniști, uneori implicați în activități contra regimului considerat exploatator sau anacronic

## Sionismul
După consultări cu fruntași sioniști și discuții pe acest subiect în cabinetul britanic, a fost publicată, la 2 noiembrie 1917, Declarația Balfour care recunoaște legătura istorică între poporul evreu și Țara Israel și promite că Marea Britanie va sprijini așezarea evreilor în Palestina, care trebuie să devină căminul național al poporului evreu.
La 24 iulie 1922, Consiliul Ligii Națiunilor a recunoscut legătura între poporul evreu și Palestina și a acordat Marii Britanii un mandat de guvernare a Palestinei cu scopul de a dezvolta un cămin național pentru poporul evreu.